# Alfredo Leyva
Alfredo Leyva Hernández (ur. 13 października 1969) – kubański zapaśnik w stylu wolnym. Jedenasty na Igrzyskach w Barcelonie 1992 w wadze do 52 kg. Zwycięzca mistrzostw panamerykańskich w 1989 i 1992, Igrzysk Ameryki Środkowej i Karaibów w 1990 i Mistrzostw Centralnej Ameryki w 1990 roku. Drugi w Pucharze Świata w 1990 i czwarty w 1991 roku.